# Xiphydria longicollis
Xiphydria longicollis is een vliesvleugelig insect uit de familie van de Xiphydriidae. De wetenschappelijke naam van de soort is voor het eerst geldig gepubliceerd in 1785 door Geoffroy.